# Charmeur de serpents

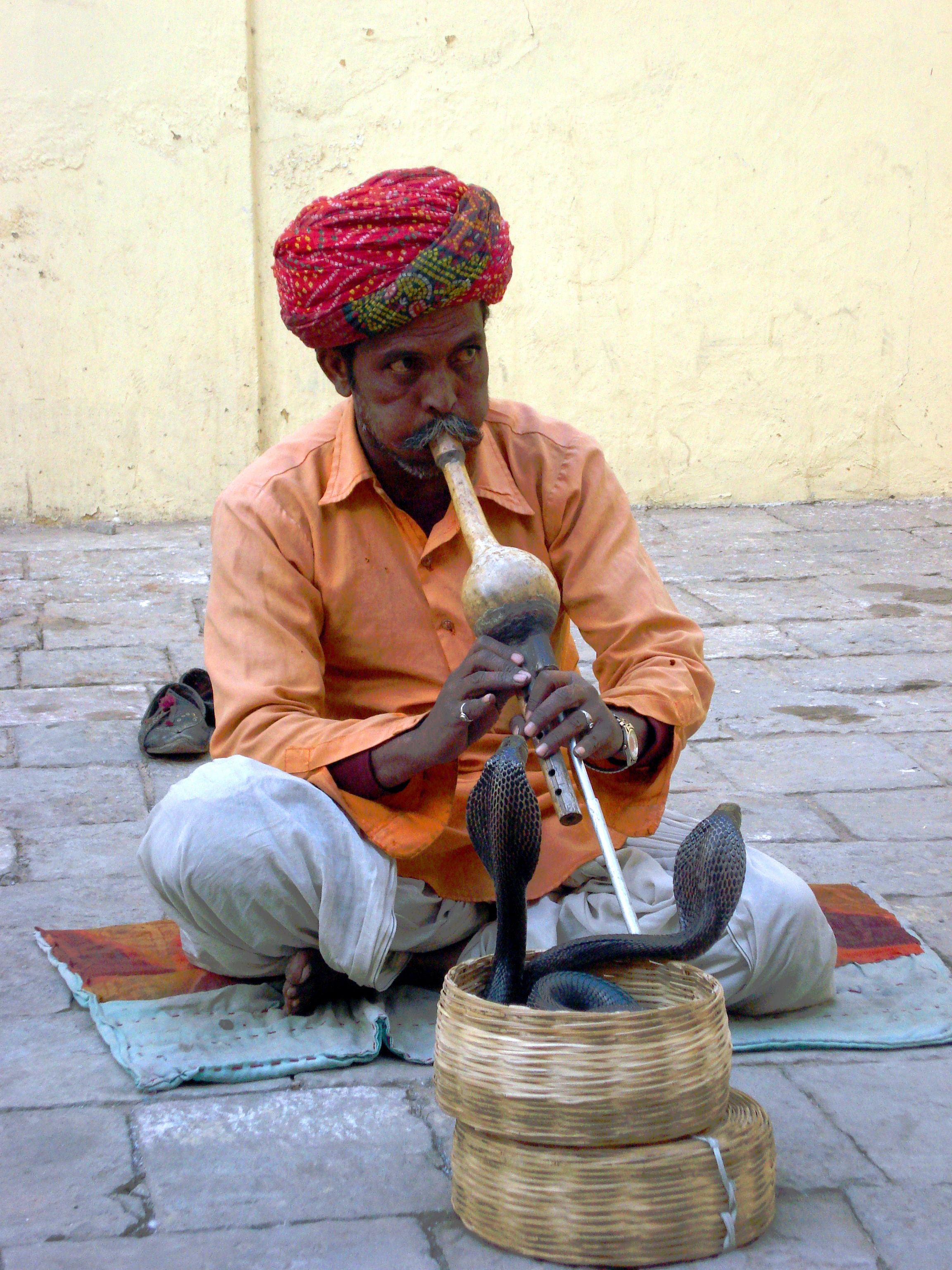
Charmeur de serpent à Jaipur (Inde).

Un charmeur de serpent (ou psylle) est une personne qui impressionne les passants en paraissant dicter, par les sons de son pungi, le comportement d'un serpent qui semble envoûté dans une sorte d'hypnose, qui le rendrait parfaitement docile. La prestation habituelle peut aussi comporter le maniement à mains nues de l'animal. Cette activité s'exerce surtout dans les pays d'Afrique du Nord et d'Asie du Sud où elle est réservée à certaines familles, la technique se transmettant de père en fils.
En réalité, le serpent n'est pas attiré par la musique, mais par les vibrations du sol provoqués par le musicien qui tape du pied sur le sol en rythme et par le mouvement de la flûte ou du bras avec sa tête et le haut de son corps, car il est presque sourd. Le serpent se met alors en position de défense,,.
Cet art est contesté du fait que les serpents (des cobras notamment) ont leurs glandes à venin percées et meurent quelques mois après l'ablation de leurs crochets.

## Galerie

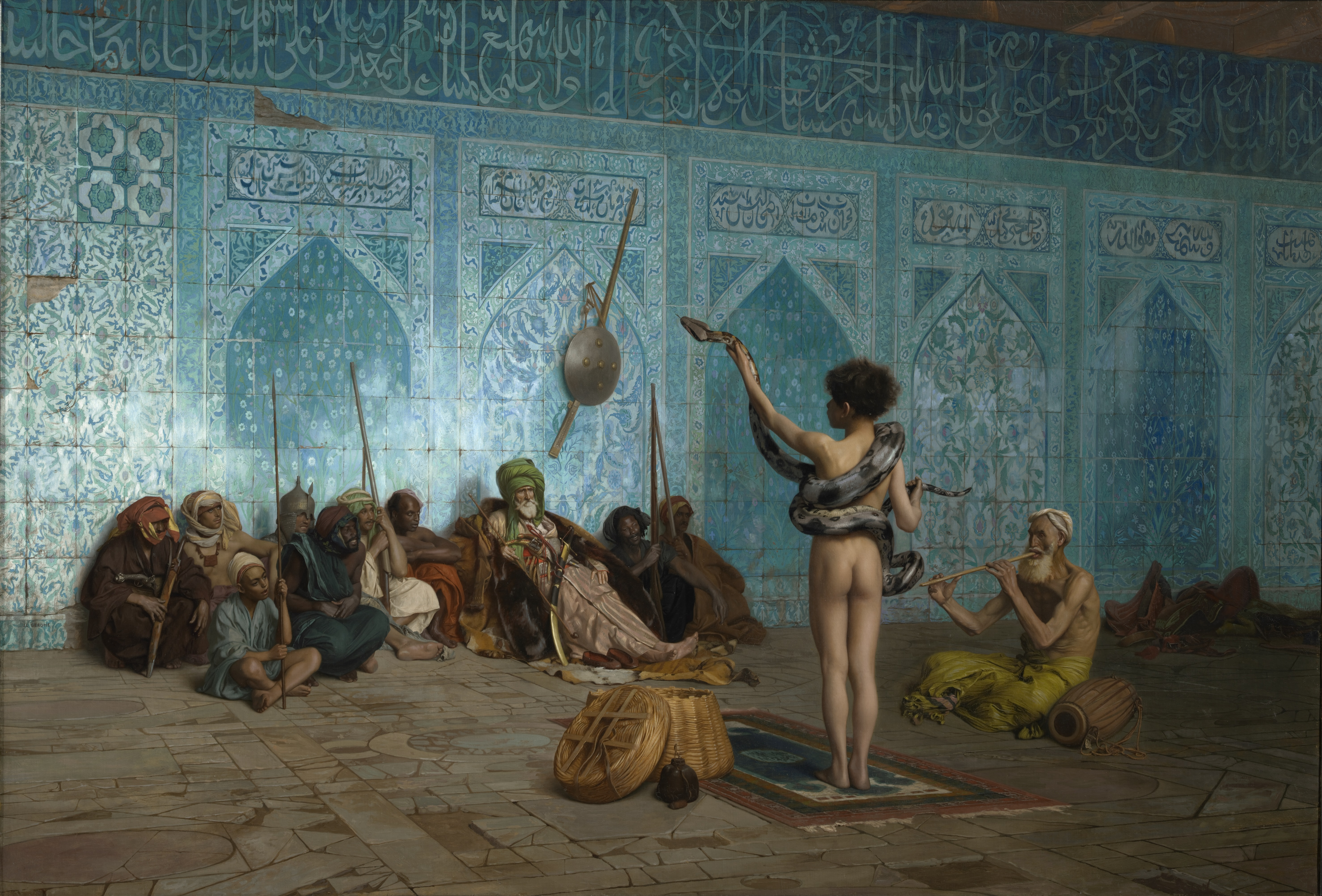
Le charmeur de serpents, peinture de Jean-Léon Gérôme.
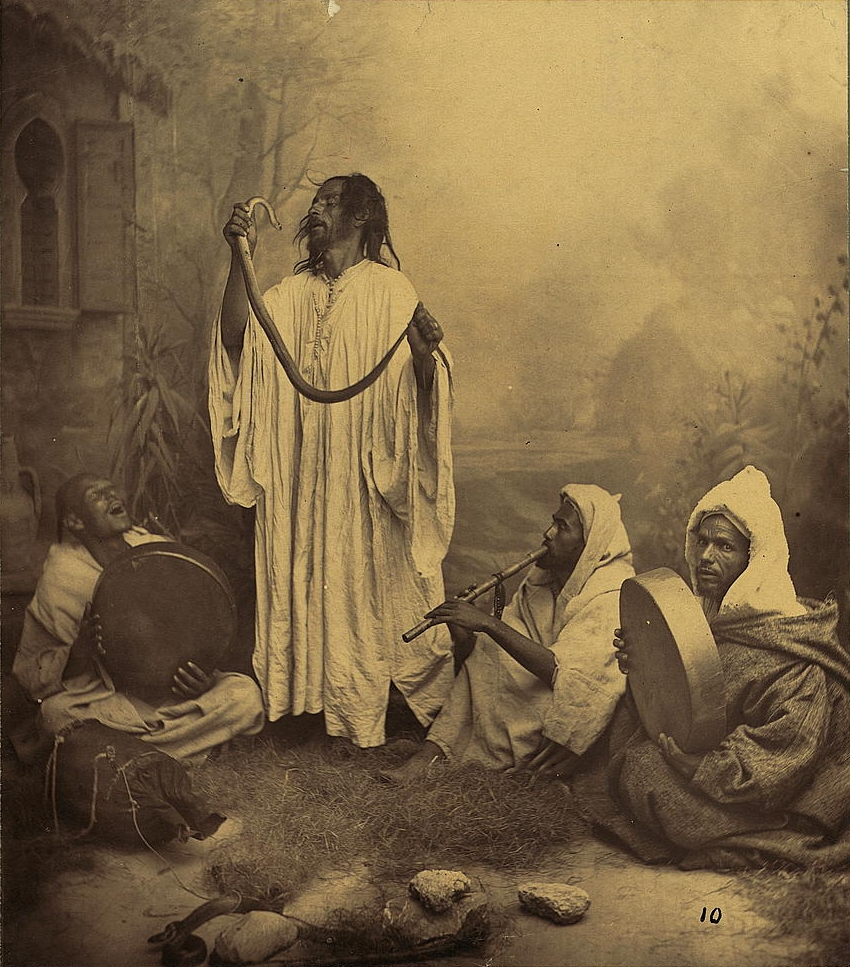
Charmeurs de serpent à Tanger (Maroc). Photographie par Tancrède Dumas.
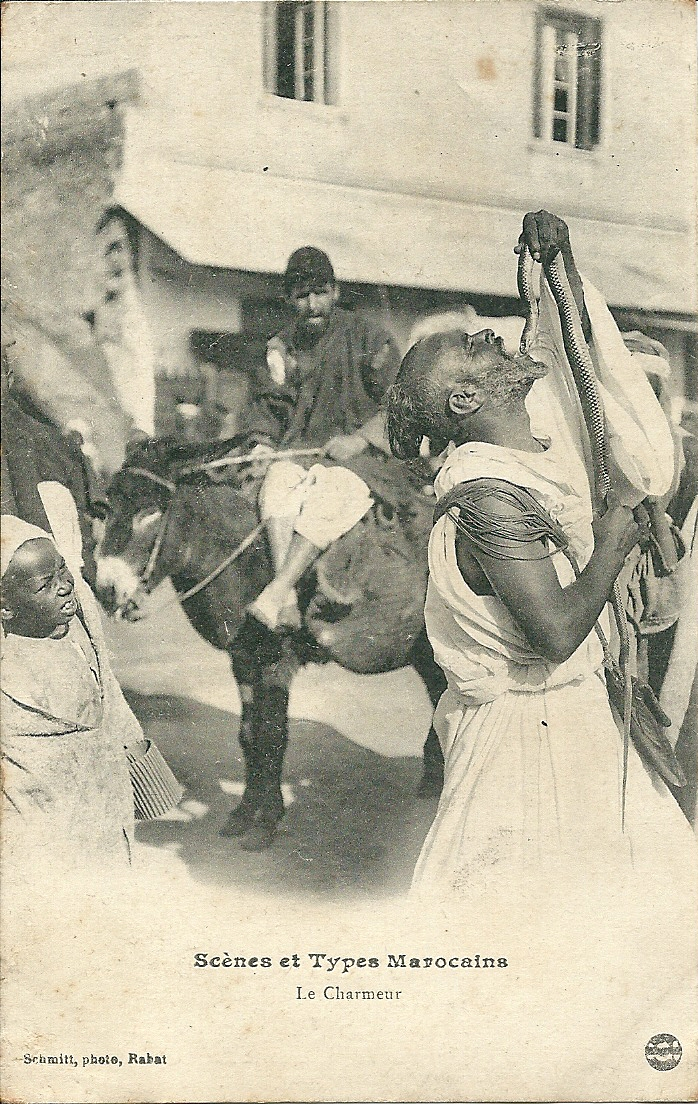
Charmeur de serpent au Maroc vers 1919.
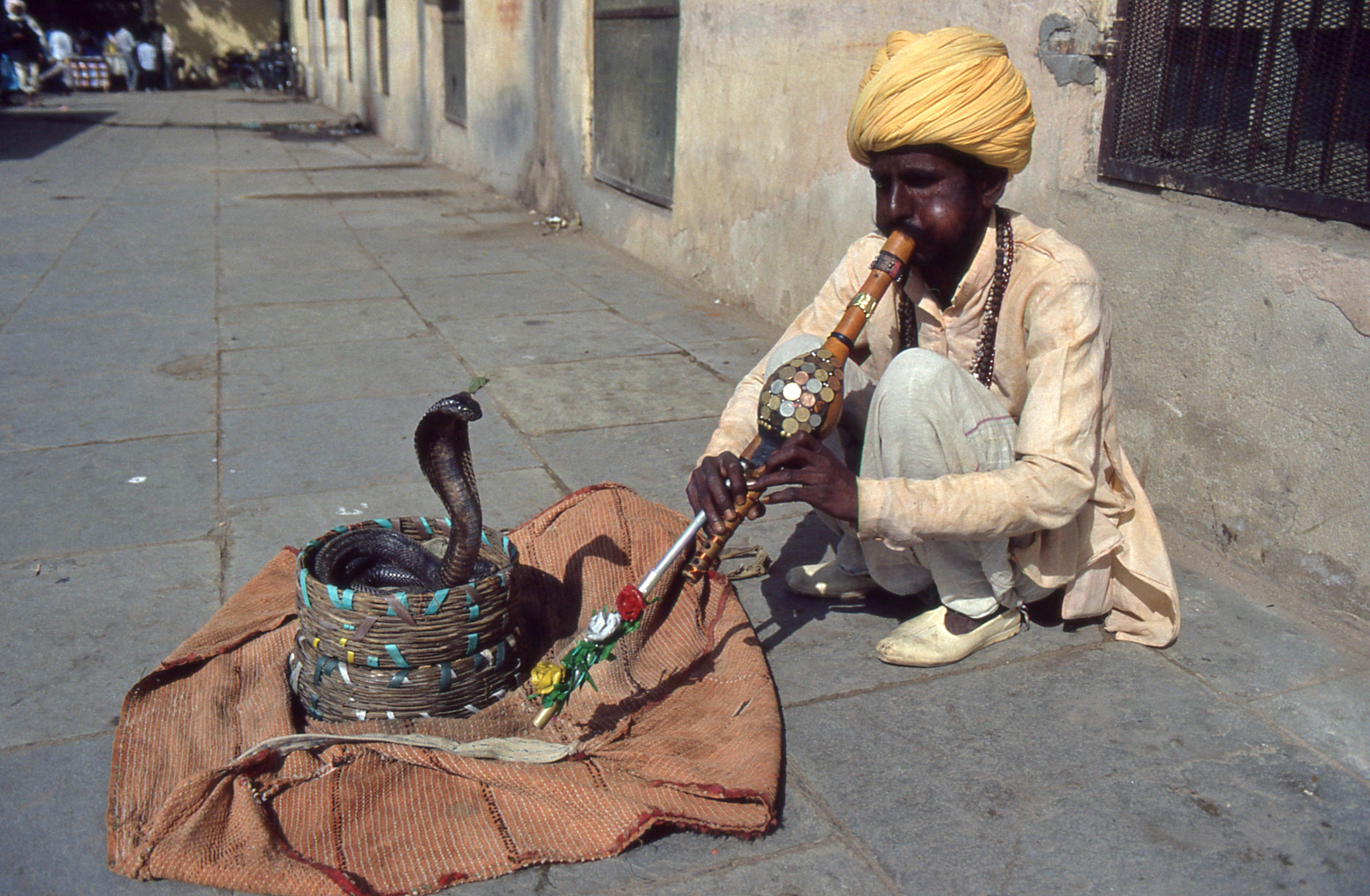
Charmeur de serpent à Jaipur (Inde) en 1991.

## Dans la culture
Dans les années 1990, une composition musicale électronique signée Carpe Diem III s'intitule Snakecharmer.

### Vidéographie
- (en) Rusif Huseynov, « Cobra Dance at Negombo Beach », sur YouTube, 5 avril 2015.